# 木津レイナ
木津 レイナ（きづ レイナ、1994年10月2日 - ）は、日本の女性ファッションモデル。E-girlsの元メンバー。
埼玉県出身。イデア所属。夫はプロサッカー選手の井出遥也。

## 略歴
父親は日本人で、母親はフィリピン人。1歳の頃に両親が離婚し、父親側に引き取られ、祖母が母親の代わりとなっていた。
2009年、ファッション雑誌『Hana* chu→』の読者モデルとして活動。
2011年、「VOCAL BATTLE AUDITION 3」のダンスパフォーマンス部門に参加。合宿審査で落選するも、EGD（EXPG GIRLS DANCERS）のメンバーとなる。
2012年3月、E-girlsに加入。同月、ファッション雑誌『GLAMOROUS』の専属モデルオーディションでファイナリストとなるも落選。
2013年4月発売のアルバム『Lesson 1』への参加を最後にE-girlsを脱退。約1年の活動期間であった。

### グループ脱退後
2013年9月、エイベックス・マネジメント所属となりモデルとして活動を再開。
2014年6月、名前の表記を漢字の「玲奈」から片仮名の「レイナ」に変更。
2021年10月、イデア所属となる。

## 人物
2022年1月11日にプロサッカー選手の井出遥也と結婚し、同年12月18日に結婚式を挙げた。2024年10月に第1子女児を出産した。

## 出演

### ランウェイ
- 東京ガールズコレクション
- Girls Award
- 東京コレクション
- 関西コレクション

### バラエティ
- Hot-Dog PRESS TV（2015年 - 2016年、BS日テレ）

### テレビドラマ
- 仮面ライダーゼロワン 第32話（2020年4月19日、テレビ朝日） - デルモ 役[11]

### ミュージックビデオ
- Love「片思い」（2010年）